# Henry Fouquier

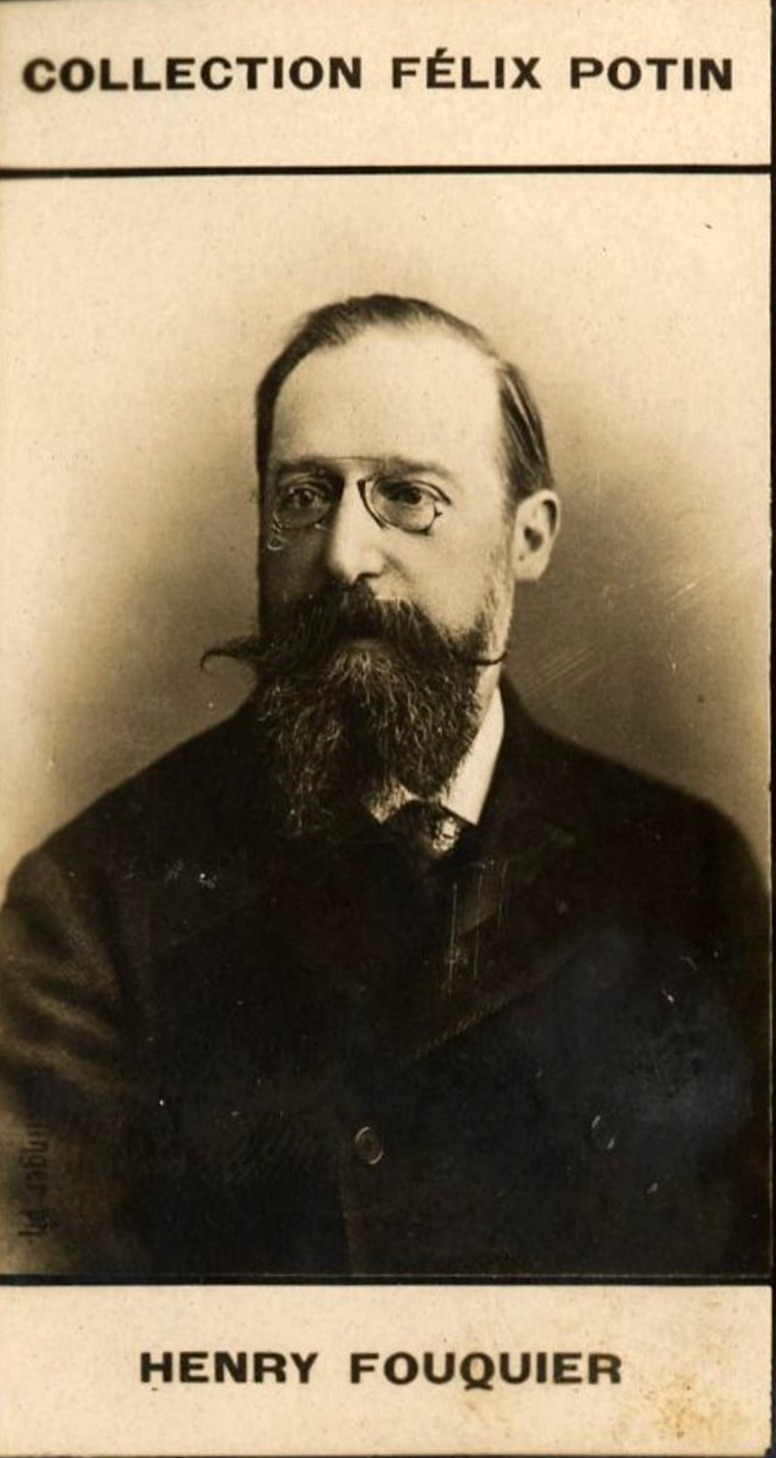
Henry Fouquier in seinen letzten Lebensjahren

Jacques François Henry Fouquier (* 1. September 1838 in Marseille; † 25. Dezember 1901 in Neuilly-sur-Seine) war ein französischer Journalist, Schriftsteller, Dramatiker und Politiker.

## Leben

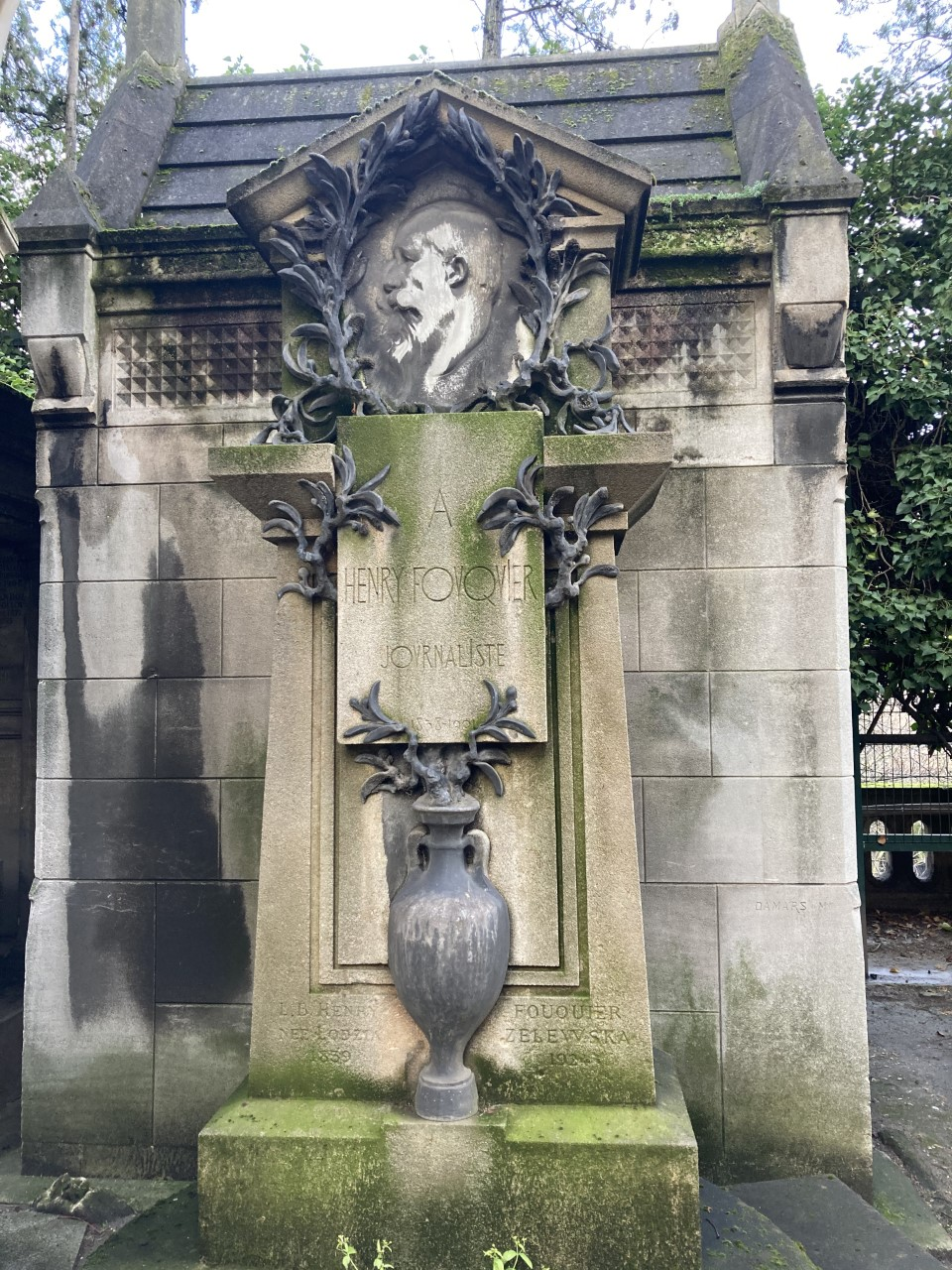
Letzte Ruhestätte Foquiers auf dem Cimetière de Passy, 16. Arr. in Paris

Henry Fouquier war der Sohn eines in Marseille tätigen Notars, wollte aber nicht die Profession seines Vaters ergreifen. Stattdessen studierte er Rechtswissenschaften, dann Medizin. Daraufhin bereiste er Spanien und Italien und lebte anschließend während des Zweiten Kaiserreichs als Journalist oppositioneller Journale in Paris. 1867 nahm er an Garibaldis erneutem Zug der Tausend zur Einnahme Roms teil.
Am Beginn der Dritten Französischen Republik wurde Fouquier 1870 Generalsekretär der Präfektur seiner Vaterstadt und 1871 Direktor des Pressewesens im Innenministerium, welche Funktion er bis zum Sturz von Adolphe Thiers (24. Mai 1873) behielt. Er war auch Mitarbeiter des von Edmond About gegründeten XIX. Siècle. Seinen Ruf in der Tagespresse verdankte Fouquier insbesondere seiner von 1878 bis 1888 ausgeübten Mitarbeiterschaft am Gil Blas (unter den Pseudonymen Nestor und Colombine). Er war darauf unter seinem wahren Namen Mitarbeiter des Figaro, dann Mitbegründer des Echo de Paris, in dem er die Pseudonyme Nestor und (nach richterlicher Entscheidung) Colomba führte.
Daneben schrieb Fouquier noch für viele andere Zeitungen. Von seinen zahlreichen Artikeln über Kunst, Literatur, Gesellschaftsleben u. a. Themen erschien ein Teil gesammelt in mehreren Bänden, wie Études artistiques (Marseille 1859), Au siècle dernier (Brüssel 1884), La sagesse parisienne (1885) und Philosophie parisienne (1901).
Von September 1889 bis Oktober 1893 war Fouquier Abgeordneter des Départements Basses-Alpes. Auf der Bühne versuchte er sich ohne Glück mit Le roman d’une conspiration (1890) und  Le modèle (1896), aber als Theaterkritiker des Figaro genoss er von 1891 bis zu seinem Tod verdientes Ansehen. Er starb am 25. Dezember 1901 im Alter von 63 Jahren in Neuilly-sur-Seine an den Folgen einer Operation. U. a. war er Offizier der Ehrenlegion gewesen.